# 다박싸리버섯
다박싸리버섯(Ramaria flaccida)은 나팔버섯과 싸리버섯속에 딸린 싸리버섯의 일종이다. 1821년에 엘리아스 프리스가 국수버섯속(Clavaria)으로 분류해 Clavaria flaccida이라고 명명했으나, 1898년에 위베르 부르도가 싸리버섯속으로 재분류했다.